# Среднее знание
Среднее знание (лат. scientia media) — термин схоластической философии, обозначающий разработанную преимущественно иезуитами систему посттридентской теологии, которая заменяет томистское исчисление действующих причин неким «условным провидением», то есть предположением, что Бог предзнает любое «употребление», которое могла бы получить свободная воля при допущении какой угодно мыслимой гипотезы. Данная концепция известна также как молинизм по имени испанского иезуита Луиса де Молина (1535—1600), внёсшего значительный вклад в её разработку.
Молинизм является одной из концепций, призванных согласовать идеи божественной суверенности, божественного предвидения и предопределения с человеческой свободой воли. Разнообразные вытекающие отсюда вопросы были предметом обсуждения со времён раннего христианства. Если мы обладаем подлинной свободой, как Бог может реально контролировать события? Не ограничивает ли наша свобода его суверенность? Не зависят ли свойства и история мира не только от Бога, но и от нас? Не должен ли Бог постоянно пересматривать Свой план в ответ на наши действия? В целом, философская позиция, предполагающая признание некоторой действенности свободной воли называется либертарианство, а её полное отрицание сформулировано в трудах христианских богословов Доминго Баньеса, Жана Кальвина и других. Альтернативой томизму (если рассматривать схоластический вариант теории) и либертарианству являются открытый теизм и молинизм. Первый, в целом, сводится к тому, что Бог знает будущее не наверняка, а с некоторой вероятностью, тогда как в молинизме для решения проблемы вводится понятие «среднего знания».
Молинисты выделяют три вида божественного знания. Первый, названный Молиной естественным (лат. scientia naturalis) включает необходимые истины, своей истинностью не зависящие от свободного решения Бога. Такое знание включает знание Богом самого себя и всей совокупностей возможностей вне себя во всех возможных мирах. Богу известно прошлое, настоящее и будущее, а также все контингентные истины о том, что может произойти в тех или иных обстоятельствах — это свободное знание Бога (лат. scientia libera). Среднее знание касается «контрфактуалов тварной свободы», то есть пропозиций вида «в обстоятельствах С агент S свободно избирает действие А». В томизме предполагается, что исход таких контрфактуалов определяется волей Бога, в открытом теизме они являются исключительной прерогативой человека, тогда как в молинизме они являются предметом среднего знания. Такие истины не находятся под божественным контролем и не зависят от проявлений божественной воли.